# Liste der Baudenkmale in Wittenbeck
In der Liste der Baudenkmale in Wittenbeck sind alle Baudenkmale der Gemeinde Wittenbeck (Landkreis Rostock) und ihrer Ortsteile aufgelistet
(Stand 10. Februar 2021).

## Wittenbeck
| ID  | Lage                  | Bezeichnung                                               | Beschreibung | Bild |
| --- | --------------------- | --------------------------------------------------------- | ------------ | ---- |
| 772 | Zur Kühlung 4 (Karte) | Bauernhof mit Wohnhaus, Pferdestall, Kuhstall und Scheune |              |      |

## Quelle
Denkmalliste des Landkreises Rostock A ‐ Z (Stand: 10. Februar 2021; PDF, 497 KB). 
- Karte mit allen Koordinaten:
- OSM |
- WikiMap